# Молитва (албум)
Молитва је четврти студијски албум српске фолк певачице Анице Миленковић, издат 1994. године за Дискос. Албум је имао и инострано издање, исто 1994. године, на радио касети преко издавачке куће WTC Wien из Беча.

## Списак песама
Аутор(и) свих текстова: Дејан Грујић осим песме Растајемо се Беба Ракић (текстописац), аутор(и) свих песама: Дејан Грујић.
| №  | Назив                     | Трајање |  |
| 1. | Ненаде, Ненаде            | 2:46    |  |
| 2. | Молитва                   | 3:57    |  |
| 3. | Хиљаду речи, милион суза  | 3:26    |  |
| 4. | Хајде да се помиримо      | 3:11    |  |
| 5. | Десет дана нисам милована | 2:42    |  |
| 6. | Растајемо се              | 3:21    |  |
| 7. | Снови божији престаните   | 3:39    |  |
| 8. | Брате мој                 | 3:45    |  |